# Страшевичі (Тверська область)
Страшевичі (рос. Страшевичи) — село в Торжоцькому районі Тверської області Російської Федерації.
Населення становить 226 осіб. Входить до складу муніципального утворення Страшевицьке сільське поселення.

## Історія
Від 2005 року входить до складу муніципального утворення Страшевицьке сільське поселення.

## Населення
| 1859 | 1997 | 2002 | 2010 |
| ---- | ---- | ---- | ---- |
| 155  | ↗254 | ↘213 | ↗226 |